# Antiguo Morelos (kommun)
Antiguo Morelos är en kommun i Mexiko.   Den ligger i delstaten Tamaulipas, i den centrala delen av landet, 400 km norr om huvudstaden Mexico City.
Följande samhällen finns i Antiguo Morelos:
- Antiguo Morelos
- Morelos
- San José
- Pueblo Viejo
- Plan de San Luis
- Guadalupe Mainero
- Adolfo López Mateos
- Rancho Nuevo
- Constitución de 1917 Uno